# Precomputed Radiance Transfer
Precomputed Radiance Transfer (PRT) ist eine Technik in der Computergrafik, die eingesetzt wird, um eine Szene mit komplexen Lichtinteraktionen in Echtzeit rendern zu können. Dabei stützt sie sich auf Beleuchtungsinformationen, die einmalig berechnet und zur Laufzeit lediglich ausgewertet werden. PRT berechnet die Helligkeit eines Punktes durch Linearkombination von einfallender Lichtstrahlung, die durch geeignete Funktionen kodiert ist.
Greger liefert eine erste Einführung in das Thema, Sloan, Kautz und Snyder verwenden erstmals Kugelflächenfunktionen, um die Helligkeitsinformationen zu speichern und zu verarbeiten. Ng et al. ersetzten diese Funktionen durch nicht-lineare Wavelets, damit komplexere Lichtverhältnisse dargestellt werden können.